# Pontes e Lacerda
Pontes e Lacerda è un comune del Brasile nello Stato del Mato Grosso, parte della mesoregione del Sudoeste Mato-Grossense e della microregione dell'Alto Guaporé.